# Asu wa Date na no ni, Imasugu Koe ga Kikitai
Asu wa Date na no ni, Imasugu Koe ga Kikitai (あすはデートなのに、今すぐ声が聞きたい Aunque tenemos una cita mañana, quiero escuchar tu voz pronto?) es el 2° sencillo indie de S/mileage. El CD fue lanzado el 23 de septiembre de 2009 bajo el sello Good Factory Record. El Single V fue lanzado el 6 de octubre de 2009.

## Lista de Canciones

### CD
1. Asu wa Date na no ni, Imasugu Koe ga Kikitai
2. Asu wa Date na no ni, Imasugu Koe ga Kikitai (Instrumental)

### Single V
1. Asu wa Date na no ni, Imasugu Koe ga Kikitai (MUSIC CLIP)
2. Making Eizou (メイキング映像)

## Miembros presentes
- Ayaka Wada
- Yuuka Maeda
- Kanon Fukuda
- Saki Ogawa